# Bracon surucicus
Bracon surucicus är en stekelart som beskrevs av Ahmet Beyarslan 2002. Bracon surucicus ingår i släktet Bracon och familjen bracksteklar. Inga underarter finns listade.